# Maison au 7, rue de la Juiverie de Nantes
L'immeuble, bâti au XVe siècle, est situé au no 7 de la rue de la Juiverie à Nantes, en France. L'immeuble a été inscrit au titre des monuments historiques en 1926, puis classé en 1984.

## Historique

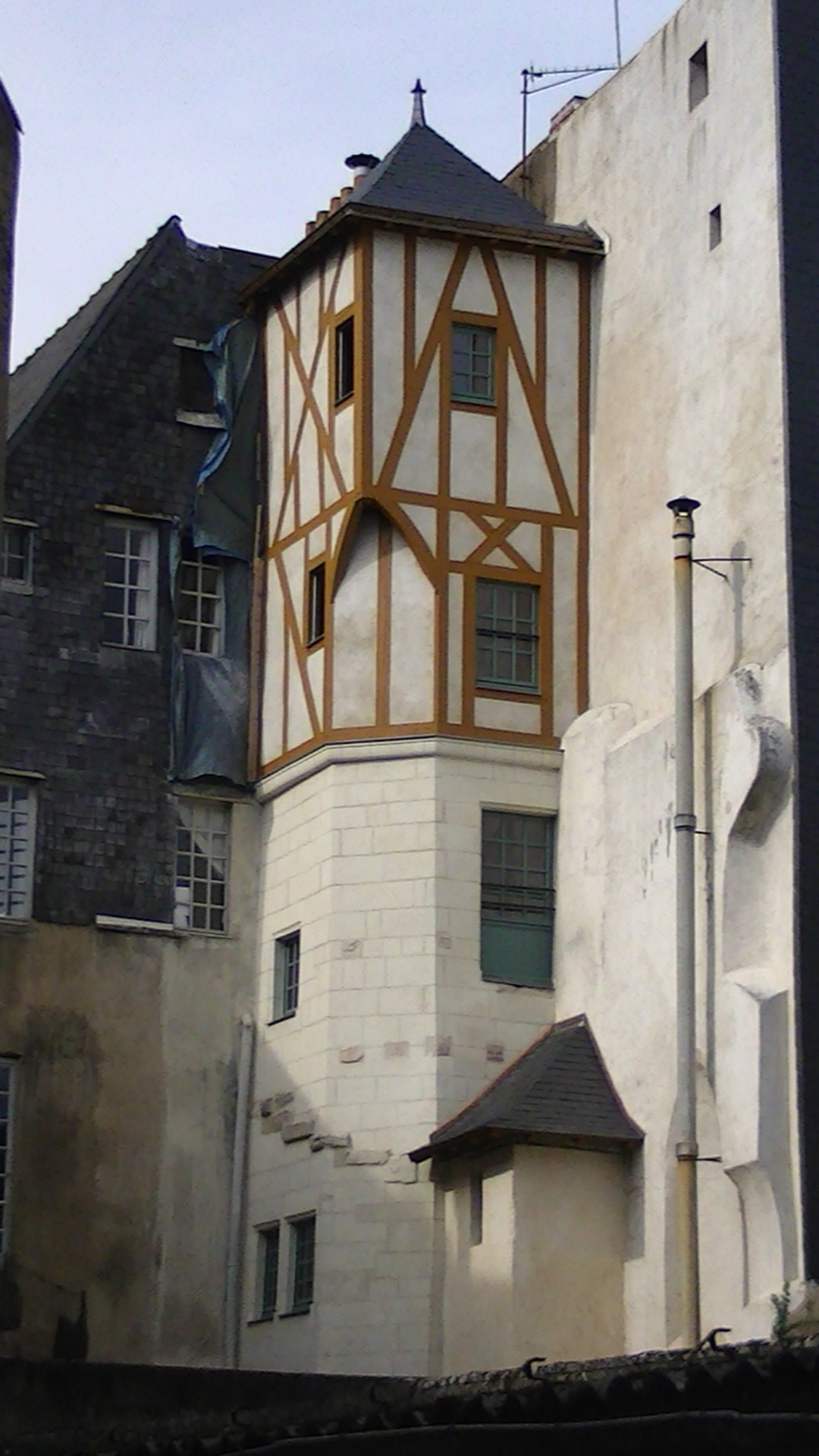
La maison vue depuis la rue des Échevins.

Le bâtiment est classé au titre des monuments historiques par arrêté du 21 décembre 1984.